# Fuera de este mundo
Fuera de este mundo es el nombre del sexto álbum de estudio como solista grabado por el cantautor ítalo-venezolano Franco De Vita. Fue lanzado al mercado bajo el sello discográfico Sony Latin el 23 de julio de 1996 y grabado en los años 1995 y 1996. Este álbum contiene 11 canciones entre las cuales destacan los temas "Fuera de este mundo" y "Si quieres decir adiós".

## Lista de canciones
Todas las canciones escritas y compuestas por Franco de Vita. 
| Fuera de este mundo |                               |          |  |
| N.º                 | Título                        | Duración |  |
| 1.                  | «Esperando el sol»            | 4:03     |  |
| 2.                  | «Fuera de este mundo»         | 4:26     |  |
| 3.                  | «Si quieres decir adiós»      | 4:20     |  |
| 4.                  | «Tocando el cielo»            | 4:10     |  |
| 5.                  | «Golpeando en el mismo lugar» | 5:05     |  |
| 6.                  | «Contra vientos y mareas»     | 3:34     |  |
| 7.                  | «Barco a la deriva»           | 3:50     |  |
| 8.                  | «Empezando a olvidar»         | 4:44     |  |
| 9.                  | «Como cada domingo»           | 4:24     |  |
| 10.                 | «Por amor al arte»            | 4:03     |  |
| 11.                 | «Tocando el cielo» (Acústica) | 4:10     |  |
| 47:26               |                               |          |  |

- Datos: Q5507205